# Humboldt-Gymnasium Düsseldorf
Das Humboldt-Gymnasium Düsseldorf ist ein städtisches Gymnasium in Düsseldorf. Es nimmt als „NRW Musik-Profilschule“ an einem Schulversuch des Landes Nordrhein-Westfalen teil, um musikbegabte Schüler gezielt zu fördern und für eine berufliche Laufbahn als Musiker zu interessieren und wird derzeit von 1206 Schülern besucht.

## Geschichte
Die Schule wurde 1838 unter der Bezeichnung „Städtische Realschule“ auf einer ehemaligen Klosteranlage der Franziskaner (heutiges Maxhaus) in Düsseldorf gegründet, und war den „Max Pfarrschulen“ in der Citadellstraße 2 zugehörig. Die Realschule befand in der Schulstraße 11. 1860 wurde sie zur Realschule I. Ordnung (ab 1882 Realgymnasium genannt) graduiert und zog in einen Neubau an die Klosterstraße (damals Pfannenschopstraße) um. Das nicht mehr bestehende Gebäude wurde 1858 in den klassischen Formen der Schinkelschen Schule erbaut. Ab 1890 wurde sie, mit den ersten Abiturprüfungen in 1889, in Städtisches Realgymnasium und Gymnasium an der Klosterstraße umbenannt. Im alten Schulgebäude an der Citadellstrasse etablierte sich eine „Bürgerschule“, die verwaltungstechnisch der Realschule I. Ordnung zugeschlagen wurde, sich aber 1878 verselbständigte und später zum Fürstenwall umzog. Aus ihr ging das heutige Geschwister-Scholl-Gymnasium hervor.
Nach dem Ersten Weltkrieg, dem 186 Schüler und Lehrer zum Opfer fielen, wurde das Gymnasium auf Beschluss der Stadtverordnetenversammlung vom 23. April 1918 in „Hindenburgschule“ umbenannt. In den Jahren der Weltwirtschaftskrise wurden durch ein Hilfswerk aus Schülern in den Jahren 1929 bis 1933 bedürftige Düsseldorfer Familien über Spenden von Kleidung, Lebensmitteln, Baumaterial, z. T. durch Patenschaften, z. T. anonym unterstützt. Die Gleichschaltungspolitik der NSDAP macht auch an der Schule nicht Halt: Im November 1935 wurde dem Jugendwalter der Schule, Bannführer Neupert vermeldet, dass 95 % der Schüler im Jungvolk/der HJ organisiert seien, alle Abiturienten gehören mindestens einer NS-Organisation an. Die Schüler jüdischen Glaubens wurden auch an der Hindenburgschule ausgeschlossen, im Abiturjahrgang 1933 und 1934 waren noch jeweils 3 jüdische Schüler, 1935 bereits keiner mehr. Von dreien dieser Schüler ist bekannt, dass sie in einem KZ ermordet wurden. Das Schulgebäude wurde am 12. Juni 1943 bei einem der Luftangriffe auf Düsseldorf komplett zerstört. Der Unterricht wurde für die verbliebenen, nicht zur Wehrmacht eingezogenen bzw. als Luftwaffenhelfer eingesetzten Schüler in ländlichen Gebieten, allerdings ohne Fachunterricht, fortgesetzt, Weihnachten 1944 komplett eingestellt. Von den Abiturjahrgängen der Jahre 1920 bis 1929 kamen 5 % der Schüler als Soldaten im Zweiten Weltkrieg ums Leben, von den 1930er- bis 1939er-Abiturklassen waren es 20 %, bei den 1940er- bis 1943er-Abschlussjahrgängen 23 %, die höchsten Verluste (28 %) erlitt der 1940er-Jahrgang.
Im Oktober 1945 begann auch die neuere Geschichte des Gymnasiums. Es wurde mit Beschluss des Vertrauensausschusses der Stadt Düsseldorf am 12. Oktober 1945 in „Humboldt-Gymnasium“ umbenannt und trug die amtliche Bezeichnung „Städtisches altsprachliches Gymnasium mit neusprachlichem (romanistischem) Zweig“. Der reguläre Unterricht konnte im April 1946 wiederaufgenommen werden, die Schüler wurden in den Gebäuden des Görres-Gymnasiums und der Luisenschule in verschiedenen Schichten (wechselweise mit den Schülern der gastgebenden Schulen) unterrichtet.
1955 wurde das von Ernst Petersen und Walter Köngeter geplante, heutige Schulgebäude an der Pempelforter Straße mit Sporthalle, Aula, Foyer und Fachräumen nach 18-monatiger Bauzeit fertiggestellt, die Baukosten beliefen sich auf 4.350.000 DM. Am 7. Dezember wurde die Schule mit einem Festakt in Anwesenheit des NRW-Kultusministers Werner Schütz, einer Urenkelin Wilhelm von Humboldts, sowie u. a. Vertretern der Stadt, der Rektoren der Düsseldorfer Hochschulen, des Landes NRW und der Kirchen eröffnet.
Ab 1972 wurde gemeinsam unterrichtet, ein Jahr später wurde die reformierte Oberstufe eingeführt. 1988 wurde das benachbarte Lise-Meitner-Gymnasium (1970 gegründet, mathematisch-naturwissenschaftlicher Zweig des Luisen-Gymnasiums) an das Humboldt-Gymnasium angeschlossen. Seitdem besitzt die Schule zwei Schulgebäude und zwei Sporthallen. Ein Teil des ehemaligen Lise-Meitner-Gymnasiums wird durch das Städtische Walter-Eucken-Berufskolleg als Dependance genutzt.
Nach der Neugründung 1955 startete der Unterricht mit zunächst drei Parallelklassen (zwei Latein-, eine Englischklasse), ab dem Schuljahr 1997/1998 wurde das Humboldt-Gymnasium vierzügig und seit 2010/2011 mit zwei Latein- und drei Englischklassen fünfzügig geführt. Im Schuljahr 2015/16 wurde ein (einmaliger) Beginn in der 5. Klasse mit sechs Parallelklassen realisiert. Die Einschulungsjahrgänge 2008 bis 2017 werden nach „G8“ unterrichtet, seit 2018 ist erneut „G9“ für die neubeginnenden 5. Klassen verpflichtend. Die Schülerzahl liegt seit Jahren relativ konstant um 1240, die der Lehrpersonen um 100.
Das damals 50 Jahre alte Schulgebäude wurde zwischen 2005 und 2006 umfassend saniert. Die Fassadengestaltung ging dabei teilweise verloren, da beim Austausch der Fenster die Aufteilung der Fensterflächen verändert und die feingliedrigen Metall- durch breite Kunststoffrahmen ersetzt wurden. Eine Sanierung des Lise-Meitner Gymnasiums ist in Planung, ebenso ein Neubau einer modernen Turnhalle auf dem bisher als Sportplatz genutztem Grundstücksbereich an der Wielandstraße.
Auf Initiative und mit finanzieller Unterstützung durch den Förderverein der Schule wurde 2011 in Räumen der ehemaligen Lise-Meitner-Schule ein Schul-Café eingerichtet und betrieben. Ein Jahr später wurde die Schulmensa eröffnet, dort wird in Kooperation mit einem externen Anbieter ein Mittagsmenü angeboten.
2013 wurde das 175-jährige Schuljubiläum mit einer Vielzahl von Veranstaltungen gefeiert. Hauptakt war die Uraufführung einer Humboldt-Symphonie in der Tonhalle Düsseldorf, die von Wilfried Steinmaßl, Musiklehrer der Schule, für das Jubiläum komponiert wurde. Das Orchester bestand aus Schulmitgliedern, ergänzt durch Musiker der Robert Schumann Hochschule für Musik aus Düsseldorf.

## Kunst am Schulgebäude

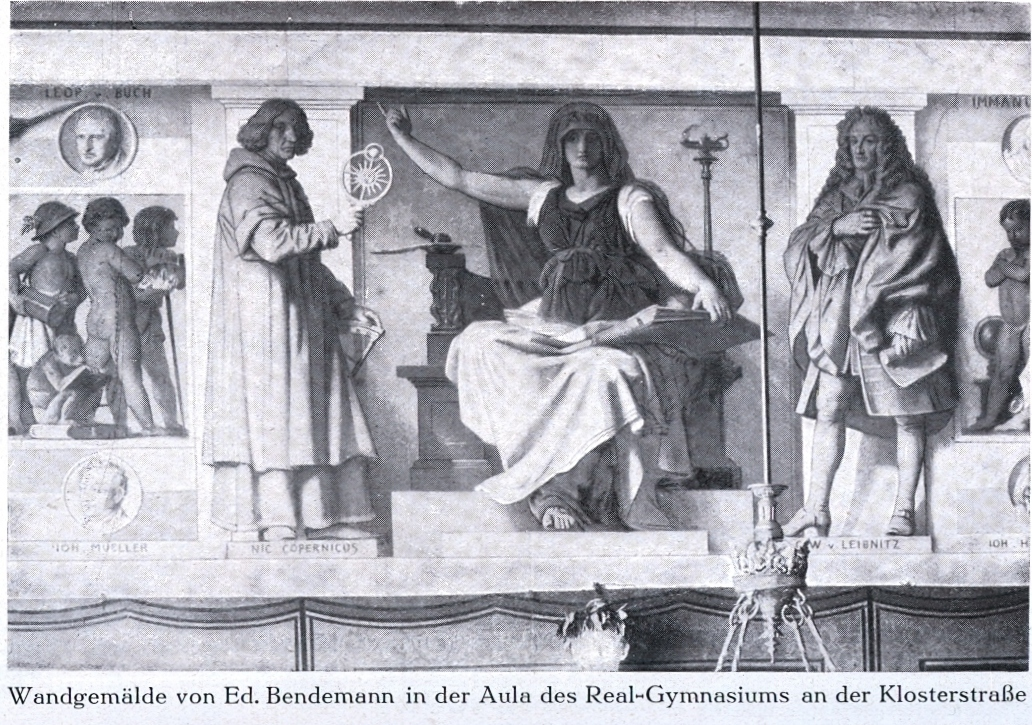
Fries in der Aula des Realgymnasiums von Eduard Bendemann

Von den Kunstwerken der Hindenburgschule, u. a. Friese, (1861–1866 ausgeführt) und Fenster in der Aula (1889) von Eduard Bendemann, Fenster im Treppenhaus von Erhardt Klonk (1938), eine Gipsplastik Der junge Mensch von Ivo Beucker (1934) sind nur eine Brunnenplastik von Ivo Beucker (s. u.) und vier von insgesamt sieben durch H. E. Walter Jost 1913 geschaffene Schulleiter-Porträts der Direktoren Heinen, Ostendorf, Kirchner und Leitritz sowie ein Porträt von Erythropel (angefertigt 1936 vom Maler Leopold Wenzel) erhalten. Diese Porträts hingen längere Zeit im Flur zum Lehrerzimmer der jetzigen Schule.

### Ivo Beucker

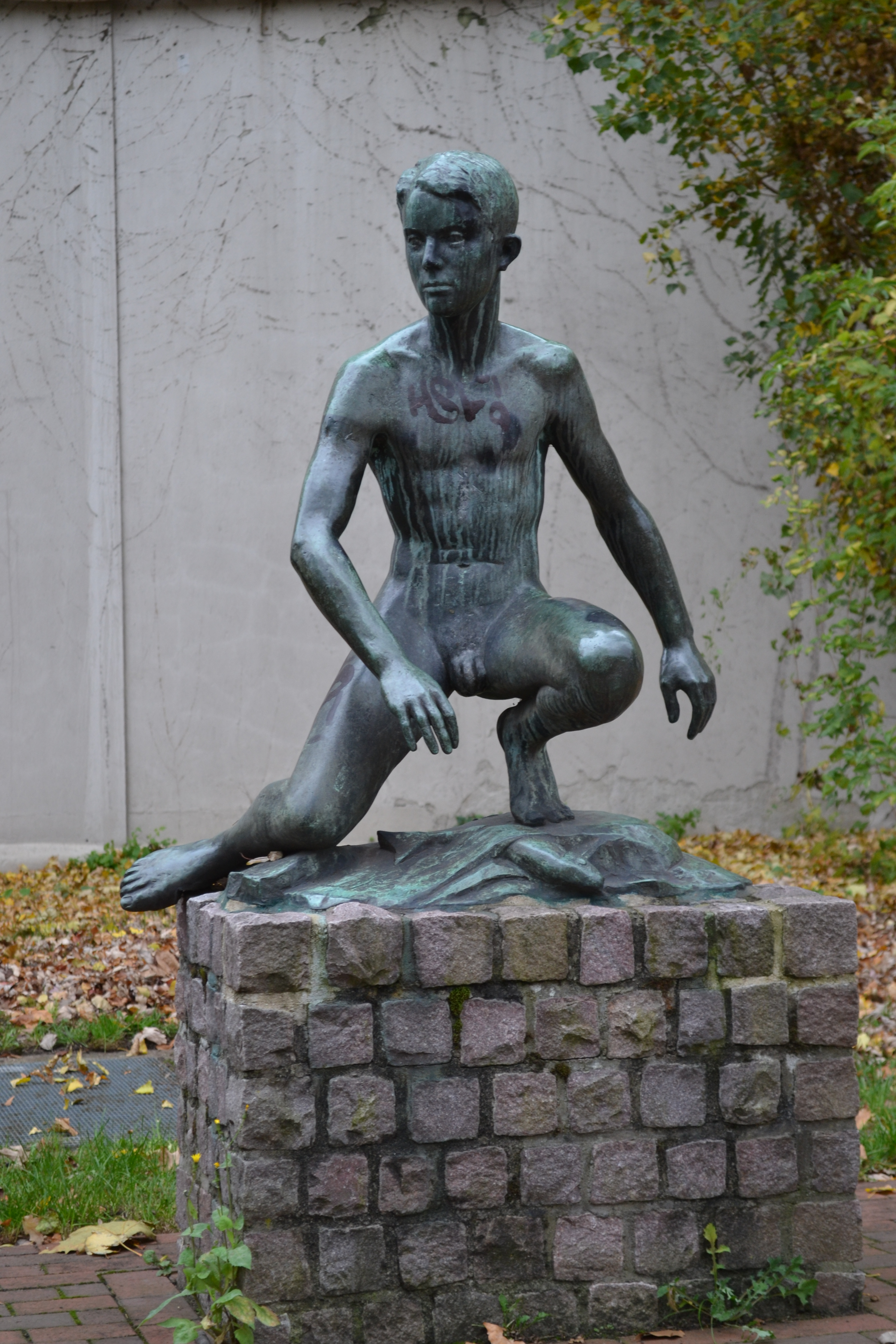
Ivo Beucker: Brunnenplastik aus Bronze „Jüngling“ (1938)

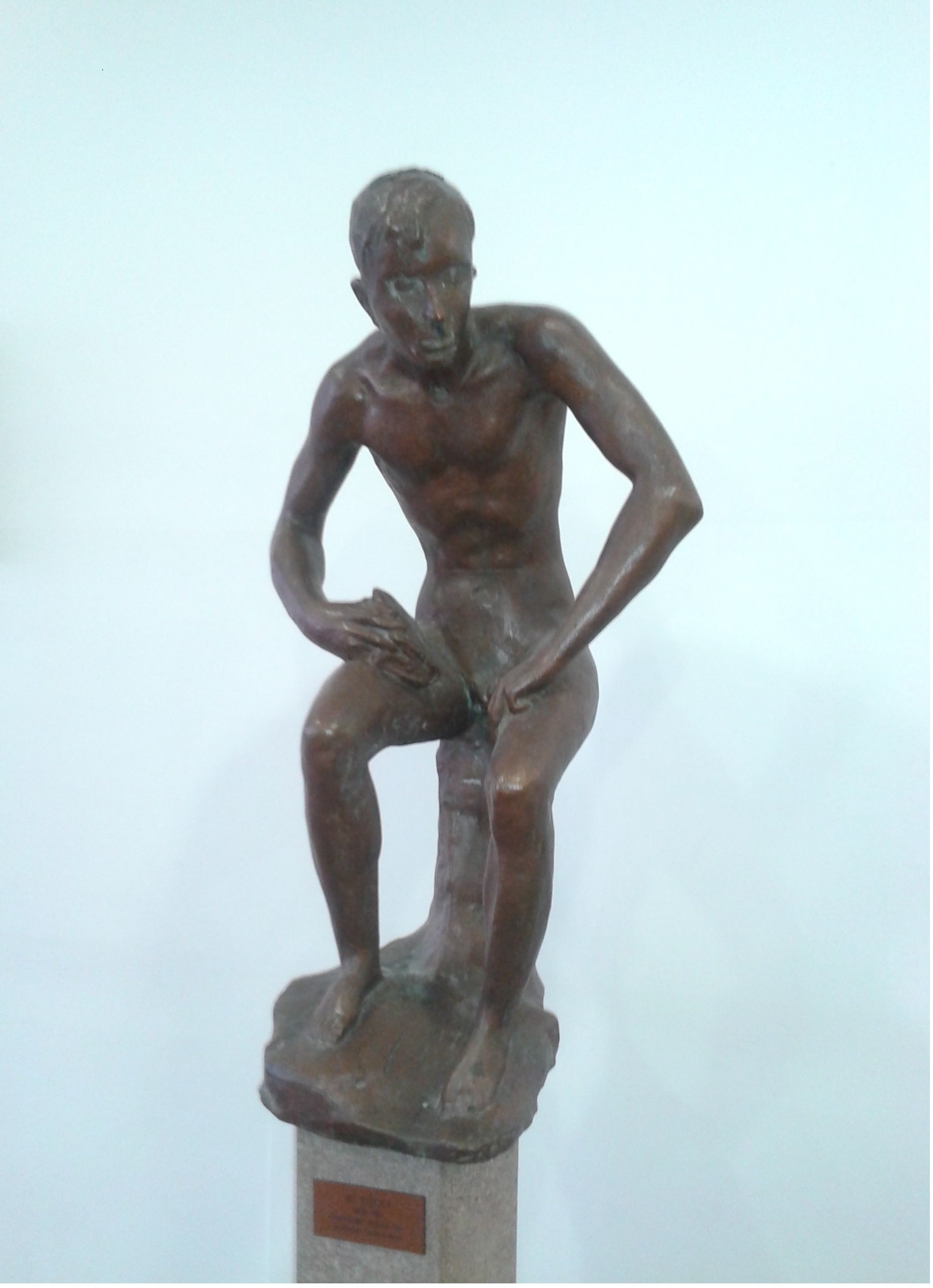
Ivo Beucker: Bronze-Plastik „Lesender Jüngling“ (1963)

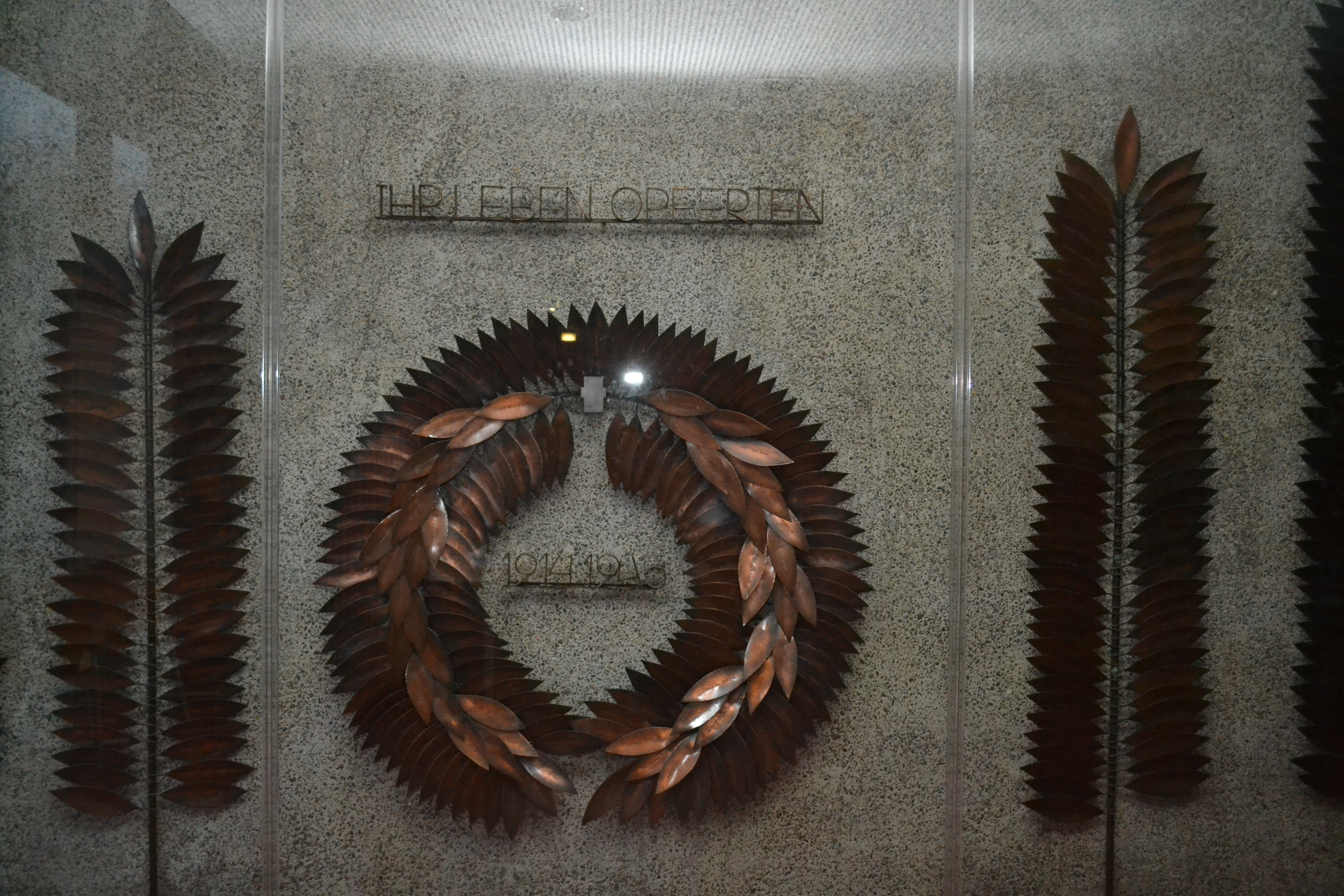
Ivo Beucker: Detail aus „Mahnmal für die Opfer beider Kriege“ (1958)

Zwischen der Schule und dem Künstler als ihrem ehemaligen Schüler bestand eine besondere, fortdauernde Beziehung. Bereits 1938 erschuf er eine Bronzeplastik Jüngling für eine Brunnenanlage der Hindenburgschule. Die Plastik ist jetzt auf einem gemauerten Sockel am Rande des Schulhofes Richtung Eingang Wielandstraße aufgestellt. 1955 wurde er von der Stadt beauftragt, zwei Büsten der Gebrüder Humboldt anzufertigen. Sie wurden am Eingangsportal aufgestellt, jedoch noch im gleichen Jahr vom Künstler wegen Beschädigungen wieder entfernt. Sie galten lange als verschollen, wurden nach Restaurierung im Rahmen eines Festaktes anlässlich des 100. Geburtstages Beuckers 2009 in der Aula wieder angebracht. 1958 entwarf er als Ersatz für das im Krieg zerstörte Ehrenmal der gefallenen Schüler und Lehrer des Ersten Weltkrieges ein Mahnmal für die Opfer der beiden Kriege, welches von Ferdi Walther ausgeführt wurde. Es wurde am 29. April 1958 im Beisein des Künstlers enthüllt, im Erdgeschoss des Treppenhauses installiert. Anlässlich des 125-jährigen Schuljubiläums 1963 wurde der Schule, von Ehemaligen in Auftrag gegeben, die neu geschaffene Bronzeplastik Lesender Jüngling übergeben (Standort im Treppenhaus 1. OG).

### Hans Kindermann

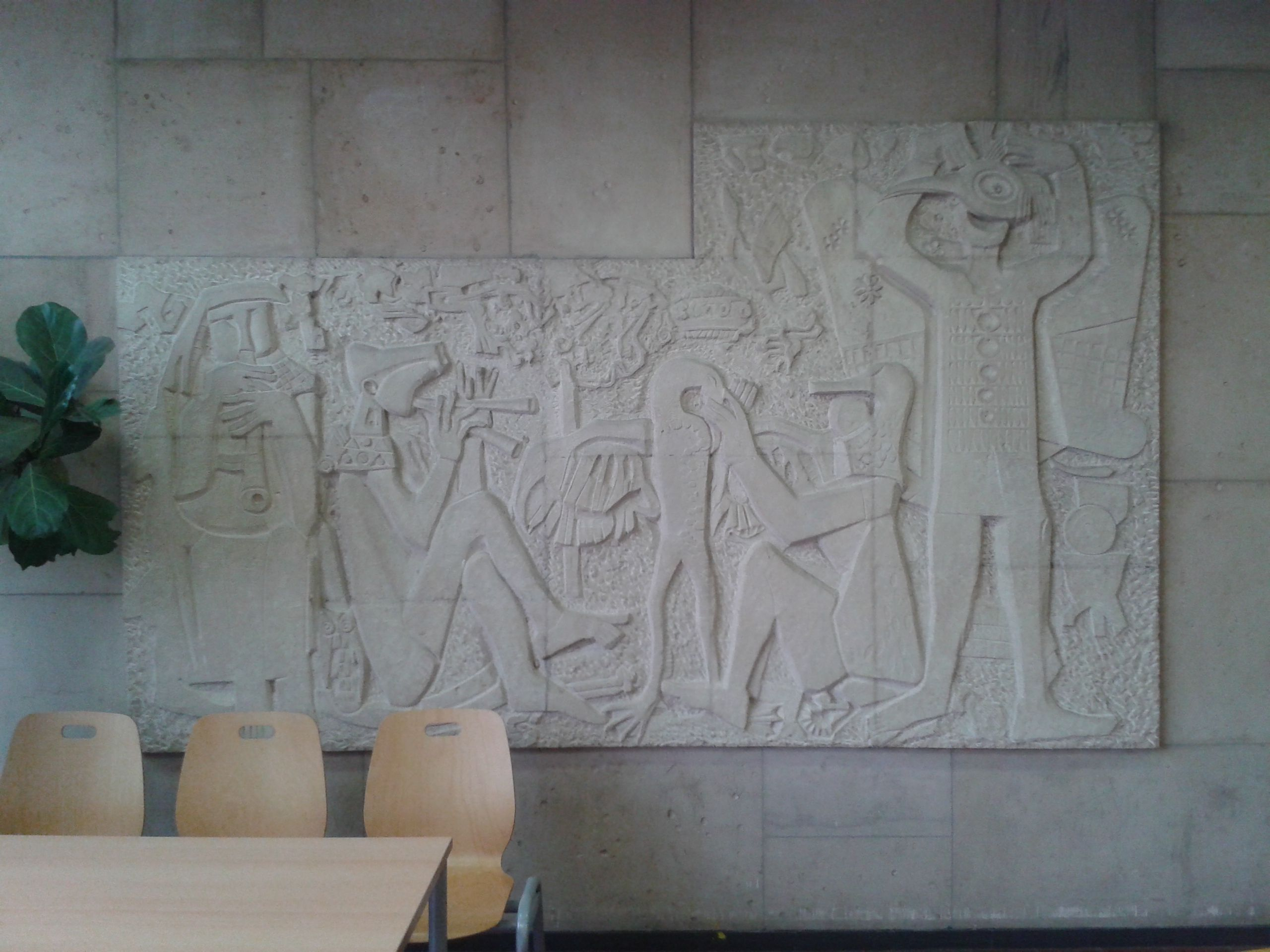
Wandrelief von Hans Kindermann: Ornithes (1955)

Im ersten Stock des Treppenhauses nimmt das 1955 geschaffene Wandrelief Ornithes, Name eines Theaterstückes von Aristophanes, Bezug zu Theateraufführungen in der Aula. Dieses Stück wurde im Rahmen der Schuleinweihungsfeiern dort aufgeführt.

### Curt Beckmann
Gegenüber von Ornithes ist, als Flachrelief ausgeführt, der Sonnengott Helios angebracht.

### Erwin Heerich
Am Übergang vom Haupttreppenhaus zum Klassentrakt waren in allen drei Etagen Brunnenräume in einem Glaserker eingerichtet, die von Heerich ausgeführte Trinkbrunnen beherbergten. Sie sind nicht erhalten, mit Einführung der reformierten Oberstufe wurden 1973 in den Erkern Büroräume errichtet.

### Erwin Kretz

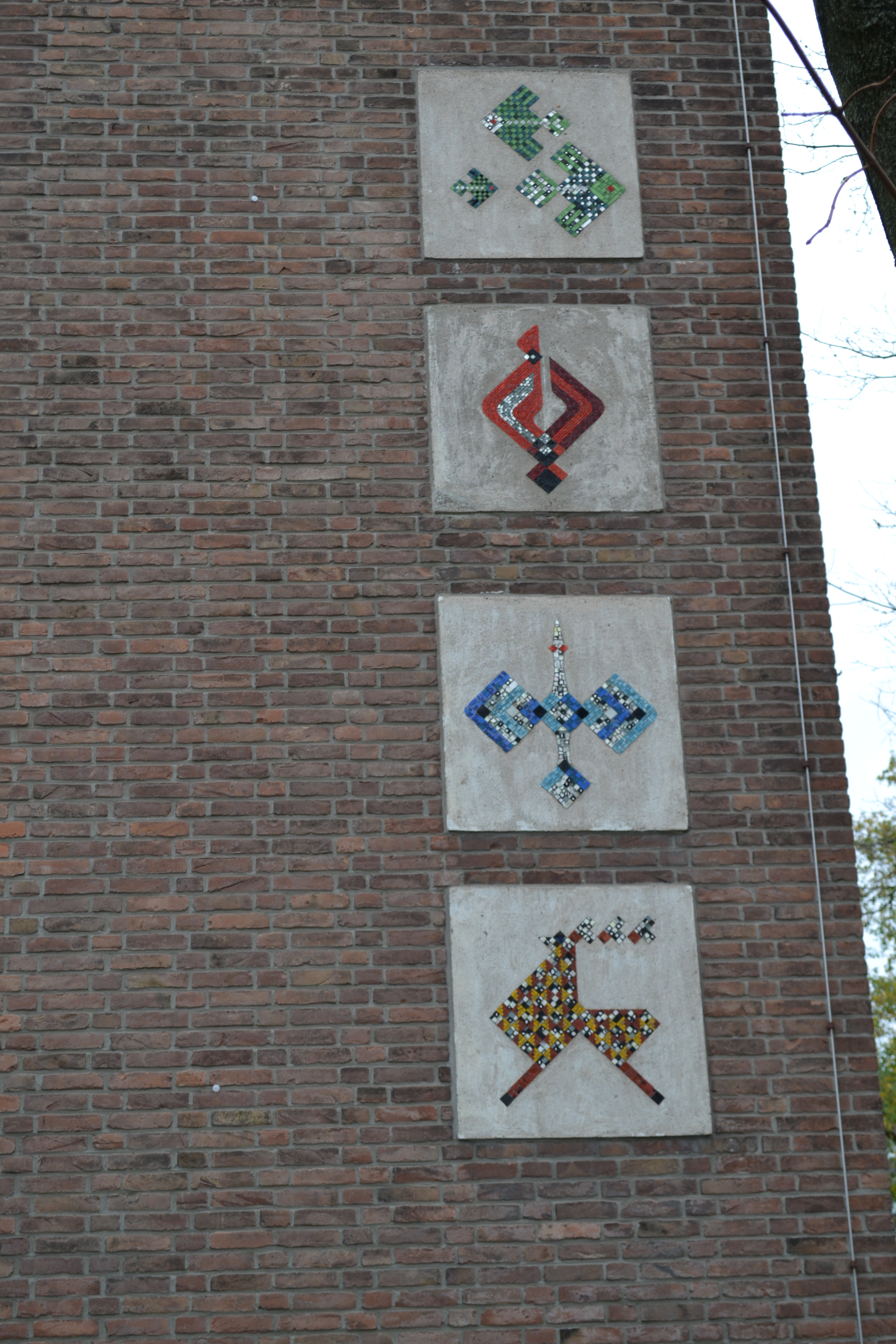
Kretz: Vier Elemente (ca. 1955)

An der Fassade des östlichen Gebäudeflügels sind vier Mosaiktafeln (ca. 100 × 80 cm) angebracht, deren Symbole die vier Elemente darstellen.

### Günter Grote
Im Erdgeschoss des Treppenhauses wurden zwei wandhohe Mosaikwerke Mikrokosmos und Makrokosmos verwirklicht.

### Maria von Ohlen

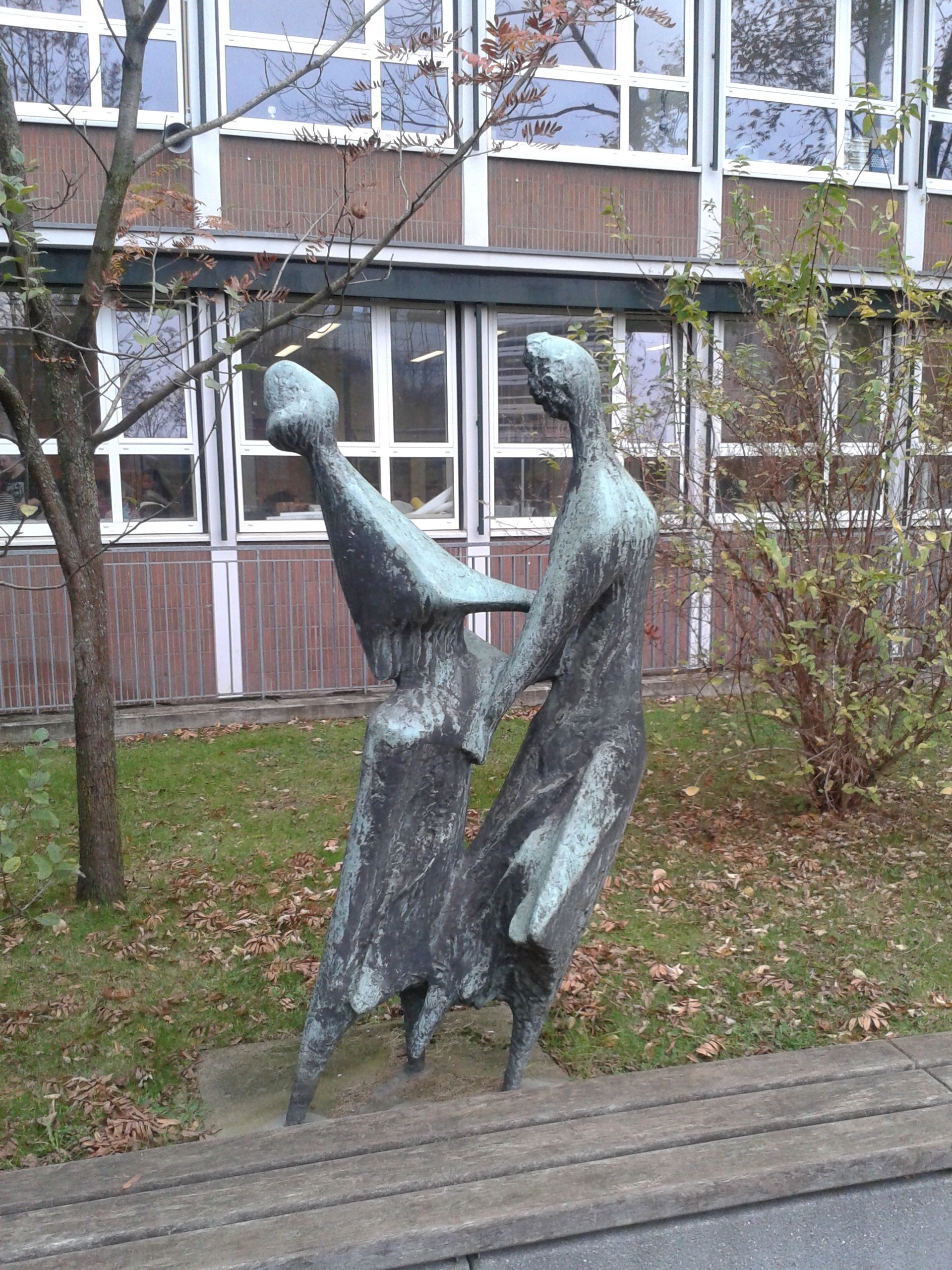
Maria v. Ohlen (1928–2002): Beschwingte Mädchen. Bronzeskulptur (1959)

Die 1959 erschaffene Bronzeplastik wurde 1963 zur Eröffnung des Clara-Schumann-Gymnasiums gestiftet und dort aufgestellt. Nach Schließung der Schule 1989 wurde die Plastik von der Stadt Düsseldorf dem Humboldt-Gymnasium übergeben.

## Sprachen und Differenzierungsbereiche

### Differenzierungsbereiche
- Klasse 9: Mathematik/Informatik, Biologie+, Musik praktisch, Französisch, Altgriechisch
- Klasse 11 (EF): Altgriechisch, Hebräisch, Italienisch, Japanisch (ZK, schulübergreifender Kurs), Russisch (ZK, schulübergreifender Kurs)
- Klasse 12 (Q1): Literaturkurs

Mehrmals pro Schuljahr wird jahrgangsübergreifend für die Klassen 6 bis 9 in Kooperation mit der VHS ein 10-Finger-Tastschreibkurs angeboten

### Lateinklassen
Seit einem erfolgreichen Pilotprojekt im Jahre 2001 besteht die Möglichkeit, ab der fünften Klasse parallel in Englisch und Latein unterrichtet zu werden. Diese Schüler können dann ab der 9. Klasse zusätzlich noch Französisch oder Griechisch belegen. Ab Stufe 11 kann eine weitere Sprache des Angebots belegt werden.

### Englischklassen
In der 5. und 6. Klasse wird Englisch als einzige Fremdsprache unterrichtet, ab der 7. Klasse ist Französisch oder Latein als zweite Fremdsprache zu belegen, ab der 9. Klasse ist für die Lateinschüler entweder Griechisch oder Französisch als 3. Fremdsprache möglich. Ab Stufe 11 kann eine weitere Sprache des Angebots belegt werden.

### Sprachzertifikate
Englisch: seit 2014 besteht die Möglichkeit in der Q2 das Cambridge English Certificate (Level C1) zu erwerben. Eine zusätzliche Vorbereitung, über den Unterricht hinaus, besteht in der Teilnahme an der Cambridge AG.
Französisch: es werden Prüfungen in verschiedenen Stufen (A1-B2) des Diplôme d'Etudes en Langue Française (DELF), beginnend ab der 8. Klasse angeboten.

## Musikangebot
Musikunterricht erfolgt durchgehend von der Klasse 5–9, in der Oberstufe als Wahlfach (Grund-/Leistungskurs).

### MUSIKplus
Seit dem Schuljahr 2002/2003 besteht das MUSIKplus-Angebot.
Alle Kinder erhalten in der 5. und 6. Klasse 2 Stunden zusätzlichen Musikunterricht:
- Für Kinder ohne instrumentale Vorerfahrung erteilen Lehrer und Dozenten der städtischen Clara-Schumann-Musikschule und der Robert Schumann Hochschule Instrumentalunterricht. Der Unterricht kann anschließend in der Musikschule fortgesetzt werden.

- Alternativ werden Tanz-Choreographien im Kurs „Musik und Bewegung“ oder „Rythm'n'Groove“ erarbeitet.

- Für Kinder, die bereits ein Instrument beherrschen, gibt es Kurse im Songwriting, Arrangement oder Recording.

Zur Auswahl an Instrumenten stehen:
- Streichinstrumente: Violine, Viola, Cello, Kontrabass
- Holzblasinstrumente: Querflöte, Klarinette, Saxophon, Fagott und Oboe
- Blechblasinstrumente: Trompete, Posaune, Horn, Bariton, Tuba.
- Gitarre
- Schlagzeug/Percussion (seit dem Schuljahr 2010/11)

### NRW Musikprofil-Schule
Ab dem Schuljahr 2021/22 ist das Gymnasium eine von acht Schulen in NRW, die seitens des Kultusministeriums in das Projekt „NRW Musikprofil-Schule“ aufgenommen wurden. Dieses bis zunächst 2026 aufgelegte Projekt hat zum Ziel, musikbegabte Schüler gezielt zu fördern und sie für eine mögliche berufliche Laufbahn als Musiker zu interessieren. Eine der fünf Eingangsklassen wird als Musikprofilklasse geführt, Zugangsvoraussetzung ist ein Eignungstest mit Kompetenzerhebungen in den Bereichen Rhythmik, Gehör, Stimme und Instrument.

### Ensembles
An der Schule existieren verschiedene Musikensembles. Neben dem Jazz-Orchester sind es Brass Band sowie Orchester für Zupfinstrumente Giratte der Klassen 5–8, die allen Schülern mit mindestens zwei Jahren Instrumentenerfahrung oder nach Teilnahme am MUSIKplus-Angebot offenstehen. Ab der 7. Klasse bis zum Abitur ist die Teilnahme bei den Siyanda Strings (Streichorchester), ab der 9. Klasse ist ein Wechsel in das Sinfonieorchester oder die Big Band möglich. Darüber hinaus gibt es einen Unterstufen- und einen Mittel-/Oberstufenchor. Zusätzlich hat sich Cave Cantum, ein Eltern-Lehrer-Ehemaligen-Chor unter der Leitung von Tilman Wohlleber etabliert.

### Projekte
Der Chor der Singklassen war am Projekt der Band „Die Toten Hosen“ und der Robert Schumann Hochschule zu drei Konzerten in der Tonhalle Düsseldorf im Oktober 2013 zur „entarteten“ Musik beteiligt. Dazu wurde ein Live-Album mit dem Titel Entartete Musik – Willkommen in Deutschland veröffentlicht.

## Soziales Engagement
2018 wurde die Schule in das Programm „Schule ohne Rassismus - Schule mit Courage“ aufgenommen. Oliver Fink, zu dem Zeitpunkt Kapitän der Fußballbundesligamannschaft von Fortuna Düsseldorf ist Projektpate.
Ab der 8. Klasse können sich Schüler in einer 30-stündigen Weiterbildung zum Streitschlichter ausbilden lassen, ab der 9. Klasse im Bereich des Schulsanitätsdiensts.

## Klassenfahrten und Austausch
Ab Mitte der 1950er bis in die 1960er Jahre fuhren die Abiturklassen auf die Schulfarm Insel Scharfenberg im Rahmen von geförderten Berlinfahrten, umgekehrt kamen Schüler dieser Schule im Austausch in das schuleigene Schullandheim in Waldbröl. Darüber hinaus bestanden Kontakte mit Schüleraustausch zur Hans-Thoma-Schule in Berlin-Hermsdorf bzw. dem Arndt-Gymnasium Dahlem.
In den Schuljahren 5–9 fahren die Schüler im Rahmen einer fünftägigen Klassenfahrt in das Schullandheim nach Waldbröl, in der EF (10. Klasse (G8) bzw. 11. Klasse (G9)) findet eine 3-tägige „Stufenfindungsfahrt“ statt.
In Stufe „EF“ besteht für die Schüler außerdem die Möglichkeit, an einem zehntägigen Frankreichaustausch an der École Alsacienne oder in der Q1 an einem dreiwöchigen Austausch an der Wayzata Senior High School in der Nähe von Minneapolis teilzunehmen. Weitere Partnerschulen mit Schüleraustausch sind die Chengnan Middle School im chinesischen Dazu (EF und Q1) sowie das Liceo G. D. Cassini in Genua (Q1).

## Schullandheim „Haus Pempelfort“
Zu Beginn der 1950er Jahre wurde am oberen Ortsrand von Waldbröl das 50.000 m2 große Gelände durch Pädagogen und Förderer des Gymnasiums erworben. Das Schullandheim befindet sich im ehemaligen Gebäude einer Planungsbaracke für die 1938 geplante Adolf-Hitler-Schule mit Kreisburg (Entwurf Clemens Klotz), deren Bauarbeiten jedoch 1940 eingestellt wurden. Es finden sich dort heute Relikte der Anlage in Form einer Stützmauer, Ansätzen der Freitreppe und dem Sportplatz; heute gibt es einen zusätzlichen Hartplatz für weitere sportliche Aktivitäten.
Nach Umbauten wurde das Haus am 7. Dezember 1957 eingeweiht und ist seitdem unter der Trägerschaft des gleichnamigen Vereins eine gemeinnützige Bildungseinrichtung. Die Belegung mit Vollverpflegung kann aktuell mit 58 Schülern und bis zu 5 Begleitpersonen (Einzelzimmer) erfolgen. Im Haus stehen heute zwei Unterrichtsräume (mit Klavier), ein separater Speisesaal (der „Glaspalast“ mit Blick auf das Gelände), ein Tischtennisraum, ein Billardtisch, ein Kickertisch und ein separates Lehrerzimmer zur Verfügung. In den nicht von eigenen Schulklassen genutzten Zeiten kann das Schullandheim auch von anderen Gruppen bzw. Vereinen gemietet werden.

## Partnerschaften
Das Humboldt-Gymnasium hat eine Partnerschaft mit der Clara-Schumann-Musikschule der Stadt Düsseldorf und mit der Robert-Schumann-Musikhochschule, sowie früher mit dem Tanzhaus NRW.
Partnerschulen sind:
- seit 1976 die Wayzata Highschool in Plymouth, Minnesota (USA)[28][29]
- seit 1983 die École Alsacienne in Paris (Frankreich)[30][31]
- von 1983 bis ? Athenée Royale in Waterloo, Belgien[32][33]
- seit 2008 die Chengnan Middle School in Dazu (Volksrepublik China)
- seit 2009 das Liceo G. D. Cassini in Genua (Italien)[34]
- von 2014 bis 2017 das Buca Isilay Saygin Güzel Sanatlar Lisesi in Izmir für die Singklassen
- seit 2017 die Evangelische Schule Köpenick

## Schulbezogene Vereine und Projekte

### Verein der Ehemaligen und Freunde des Humboldt-Gymnasiums in Düsseldorf e. V.
Der Vorläufer des jetzigen Vereins geht zurück bis 1926, das Gründungsjahr des Ehemaligenvereins der Hindenburgschule. Ziel des jetzigen Vereins ist, den Gedankenaustausch zwischen Eltern, Lehrern, Schülern und Ehemaligen des Humboldt-Gymnasiums, der Hindenburgschule und des Lise-Meitner-Gymnasiums im Sinne des humboldtschen Schulideals zu fördern und Beihilfen für Unterrichtsmaterial, für Schulveranstaltungen und für bedürftige Schüler zu ermöglichen. Er ist Gründer einer Stiftung zur Unterstützung seiner satzungsgemäßen Aufgaben.
Alle 2 Jahre wird ein Berufsinformationsabend organisiert, bei dem Ehemalige den Oberstufenschülern Rede und Antwort zu ihren Berufen „im Alltag, aus 1. Hand“ stehen.

### Schullandheim Humboldt-Gymnasium Düsseldorf e. V.
1954 gegründet, ist der gemeinnützige Verein Träger des Schullandheims der Schule in Waldbröl.

### Förderverein Humboldt-Gymnasium Düsseldorf e. V.
Der Förderverein wurde am 7. März 1991 gegründet. Er hat bisher bei jährlichen Einnahmen von zurzeit ca. 25.000 € viele Einzelprojekte wie u. a. Bücherbeschaffungen, Finanzierung von Exkursionen, Beschaffung von EDV-Geräten ermöglicht. Momentaner Schwerpunkt der Förderung ist die (ergänzende) Ausstattung der Schule mit elektronischen Medien, wie iPads, ActiveBoards, Dokumentenkameras. Seit 2005 ist er Träger des Schulcafés.

### Humboldt Solar GbR
2008 wurde von Schülereltern mit Unterstützung der Schule und der Stadt Düsseldorf auf dem Dach des Hauptgebäudes eine Photovoltaikanlage mit 280 m2 Fläche errichtet. Mit dem Erlös wurde eine Photovoltaikanlage in Kooperation mit „SEWA-Sonnenenergie für Westafrika e. V.“ für eine Schule in Saya (Burkina Faso) aufgebaut.

### Namibia Projekt
In den Jahren 2013, 2016 und 2018 flogen Schüler der Oberstufe für jeweils 3 Wochen nach Mariental (Namibia), um dort an zwei Grundschulen im Unterricht zu assistieren und Nachmittagsfreizeiten organisieren.

## Persönlichkeiten

### Schulleiter
- Franz Heinen, 1838–1870, 1870 gestorben
- Vakanzzeit, 1870–1872
- Julius Ostendorf, 1872–1877, 1877 gestorben; Namensgeber des Städt. Gymnasiums in Lippstadt
- Carl Böttcher, 1878–1882
- Friedrich Kirchner, 1882–1885, ab 1885 Direktor der Ritterakademie in Liegnitz
- Adolf Matthias, 1885–1898, danach Schulrat in Koblenz und Vortragender Rat im Ministerium; 1917 gestorben
- Paul Cauer, 1898–1905
- Johannes Leitritz, 1905–1910, von 1903 bis 1905 Leiter der Städtischen Realschule an der Prinz-Georg-Straße; 1910 gestorben
- Vakanzzeit, 1910–1911
- Eberhard Erythropel, 1911–1927
- Hans Ellenbeck, 1927– (1939), ab 1939 nicht mehr aktiv als Schulleiter vor Ort, da zur Wehrmacht eingezogen: ab 1940 im OKW, ab 1943 Lehrbeauftragter an der TH Dresden, wahrscheinlich dauerhafte Vertretung
- Hans Sandgathe, 1945–1950
- Hubert Kreuzberg, 1950–1951, kommissarische Leitung
- Gustav Würtenberg, 1951–1963
- Werner Ochel, 1963–1974, einst selber Schüler der Schule
- Manfred Drillisch 1975–1995
- Marie-Luise Balkenhol, 1996–2006
- Volker Syring,  2006–2023,  einst selber Schüler der Schule
- Alexander Seidel, 2023–heute[36]

### Bekannte Schüler (Auswahl)
- Gregor Bachmann (Abitur 1985)
- Werner Ballauff (Abitur 1909)
- Rudolf Barthelmess (abgegangen 1879)
- Ekkehard Becker-Eberhard (Abitur 1971)
- Otto Bender (Obersekundareife 1865)
- Ivo Beucker (Abitur 1928)
- Michael Breitkopf (Abitur 1983)
- Campino (Andreas Frege, Abitur 1983)
- Claus-Wilhelm Canaris (Abitur 1957)
- Volker Canaris (Abitur 1962)
- Christian von Coelln (Abitur 1987)
- Friederike Darius *1963 (Abitur 1982), Orchestermanagerin, Dozentin für Jazz an der Musikhochschule Amsterdam/NL[37]
- Volker Dohm (Abitur 1963)
- Philipp van Endert (Abitur 1989)
- Jörg Engelbrecht (Abitur 1971)
- Joachim Erwin (Abitur 1968)
- Paul-Otto Faßbender (Abitur 1966)
- Michael Fehling (Abitur 1982)
- Ossip K. Flechtheim (Abitur 1927)
- Joachim Funke (Abitur 1972)
- Herbert Gienow Abitur 1944
- Jessica Gienow-Hecht Abitur 1983
- Volker Gösel (Abitur 1978), ehemaliger Deutscher Meister im Turniertanz, Leiter des Tanzhauses Düsseldorf
- Hanno Goffin (Abitur 1978)
- Theodor Groll (Reifezeugnis 1878)
- Reinhart von Gutzeit (Abitur 1966)
- Christof Hartmann (Abitur 1978), Künstler, Düsseldorf
- Heinrich Hermanns (1883 abgegangen)
- John H. Herz (Abitur 1927)
- Gerhard Höhn (Abitur 1959)
- Peter Janssen (vorzeitig abgegangen)
- Ernst Kapp (Abitur 1906)
- Andreas Kämmerling (vorzeitig abgegangen)
- Konrad Klapheck (Abitur 1954)
- Erich Klausener (Abitur 1903)
- Thomas Kling (Abitur 1977)
- Wehwalt Koslovsky (Abitur 1992)
- Hans Langsdorff (Abitur 1912)
- Wilhelm Levison (Abitur 1894)
- Hans J. Lietzmann (Abitur 1971)
- Theodor Litt (Abitur 1899)
- Jens Loenhoff (Abitur 1978) Soziologe
- Dirk Luckow (Abitur 1978)
- Rudolf Lupp (1846 abgegangen), Industrieller, 1879 bis 1885 Präsident der Industrie- und Handelskammer Düsseldorf
- Valentin Lusin (Abitur 2006)
- Hans-Jürgen Mahlitz (Abitur 1963)
- Stephan Martin (Abitur 1982) Diabetologe in Düsseldorf, apl. Prof. an der Heinrich-Heine-Universität Düsseldorf
- Ulrich Menzel (Abitur 1967)
- Franz Monjau (Abitur 1922)
- Hans Müller (Abitur 1933)
- Marius Müller-Westernhagen (vorzeitig abgegangen)
- Ernst Poensgen (Abitur 1890)
- Helmuth Poensgen (Abitur 1905)
- Jochem Poensgen (vorzeitig abgegangen)
- Ulrich Preis (Abitur 1976)
- Jürgen Schläder (Abitur 1967)
- Gregor Schell (Abitur 1977)
- Andreas Schmidt (Abitur 1979)
- Hermann Harry Schmitz (vorzeitig abgegangen)
- Emil Schrödter (Reifezeugnis 1872)
- Walter Siebel (Abitur 1958)
- Friedrich Sieburg (Abitur 1912)
- Hubertus Siegert (Abitur 1978)
- Willy Spatz (abgegangen 1879)
- Rolf Spinrads (Abitur 1962)
- Alfred Sohn-Rethel (vorzeitig abgegangen)
- Cornelius Sommer (Abitur 1959)
- Karl Sondermann (Reifezeugnis 1880)
- Josef Stübben (Reifezeugnis 1863)
- Andreas Tönnesmann (Abitur 1972)
- Christian Gottfried Trinkaus (Reifezeugnis 1859), Bankier[38]
- Ivars Udris (Abitur 1963) Prof. emer. am Zentrum für Organisations- und Arbeitswissenschaften (ZOA) der ETH Zürich
- Detlef Untermann (Abitur 1972)
- Jona von Ustinov (Abitur 1911)
- Otto Vautier (abgegangen 1882)
- Friedrich Vogel (Abitur 1920)
- Rainer Wernicke (Abitur 1982)
- Albrecht Woeste (Abitur 1956)
- Dirk Zetzsche (Abitur 1994)

### Bekannte Lehrer (Auswahl)
- Friedrich Blumberger
- Wilhelm Herchenbach
- Hans Walter Kivelitz
- Heinrich Viehoff
- Kurt Prechtl (1906 – 1993), Kunstlehrer, Pseudonym Eugen Flagol